# Chùa Hang (Kiên Giang)
Chùa Hải Sơn, tục gọi là Chùa Hang; tọa lạc nơi chân núi An Hải Sơn, thuộc xã Bình An, huyện Kiên Lương, tỉnh Kiên Giang, Việt Nam. Đây là một di tích, là điểm hành hương và cũng là điểm tham quan của tỉnh.
Vì là núi đá vôi bị xâm thực hàng ngàn năm, nên phía sau chùa có một hang rộng ăn thông ra tới biển, nơi có Hòn Phụ Tử. Hiện nay chùa Hang nằm trong hệ thống các chùa do Ban Trị sự Trung ương Giáo hội Phật giáo Việt Nam quản lý.
Hang đá phía sau chùa Hải Sơn chạy theo trục Đông Bắc - Tây Nam, chiều dài hơn 50m, cửa động nhìn ra biển. Chiều dài hang ăn thông 40m, chỗ hẹp nhất chỉ khoảng 3-4 người đi lọt. Phía trong hang, có các hình dáng kỳ quái do nước ăn mòn tạo nên.
Chùa hải sơn được khám phá vào thế kỷ 18 do các nhà sư Thái Lan và các ngư dân đến đây khẩn hoang lập nghiệp.lược sử những ngôi chùa ở Kiên Giang (Sau đó, các nhà sư này đã lập nên chùa và lúc đầu chùa chưa có tên.
Năm 1771, quân Xiêm sang xâm lược nước Việt và rút quân về nước năm 1774, các vị sư đành phải theo về. Thấy ngôi chùa bị bỏ hoang một thời gian dài, nhân dân địa phương đã thỉnh nhà sư người Khmer đến trụ trì. Sau này, các vị sư Khmer (chưa xác định được pháp danh) đã xây dựng thêm một cái am ở bên ngoài cách chùa cũ không xa và đặt tên là chùa Thái Lùa (Prakchaokia) hay chùa Ba Trại. Gọi là chùa Ba Trại vì chùa nằm trong vùng căn cứ của nghĩa quân do Nguyễn Trung Trực lãnh đạo.
Năm 1800, hai anh em ruột Võ Thường Lễ và Võ Thường Nghĩa (chưa xác định được pháp danh) trùng tu lại ngôi chùa cũ và đặt tên là Chùa Hang. Kế tục trụ trì chùa Hang cũng là một nhà sư người Việt có pháp danh là Thiện Tông.
Năm 1920, Hòa thượng Thiện Tông viên tịch ở hang Phật Ngủ, Hòa thượng Thượng Tố lên làm trụ trì chùa.
Từ năm 1939 đến năm 1944, trụ trì chùa Hang là Hòa thượng Chí (không rõ họ, được cư dân địa phương gọi thân mật là Sư Chưởng). Ngài viên tịch năm 70 tuổi.
Đến năm 1953 cư dân địa phương cung thỉnh một sư cô quen gọi là Cô Sáu (chưa xác định được pháp danh) về trông lo việc Phật sự.
Năm 1975, Sư cô Sáu viên tịch. Hòa thượng Thiện Hóa (Thầy Tư) tiếp tục trụ trì cho đến khi viên tịch vào năm 1999, thọ 79 tuổi. Trong suốt 45 năm trụ trì chùa Hang, Hòa thượng Thiện Hóa đã nhiều lần cho trùng tu và đặc biệt đại trùng tu vào năm 1962 theo dáng vẻ như ngày nay và được Bộ Văn Hóa Thông tin công nhận là điểm di tích lịch sử và tham quan thắng cảnh vào năm 1989.
Từ năm 1999 đến năm 2002, chùa do Đại đức Thích Minh Hải trụ trì. Và sau đó là Đại đức Thích Minh Nhẫn làm trụ trì cho đến nay.

## Hệ thống thờ tự

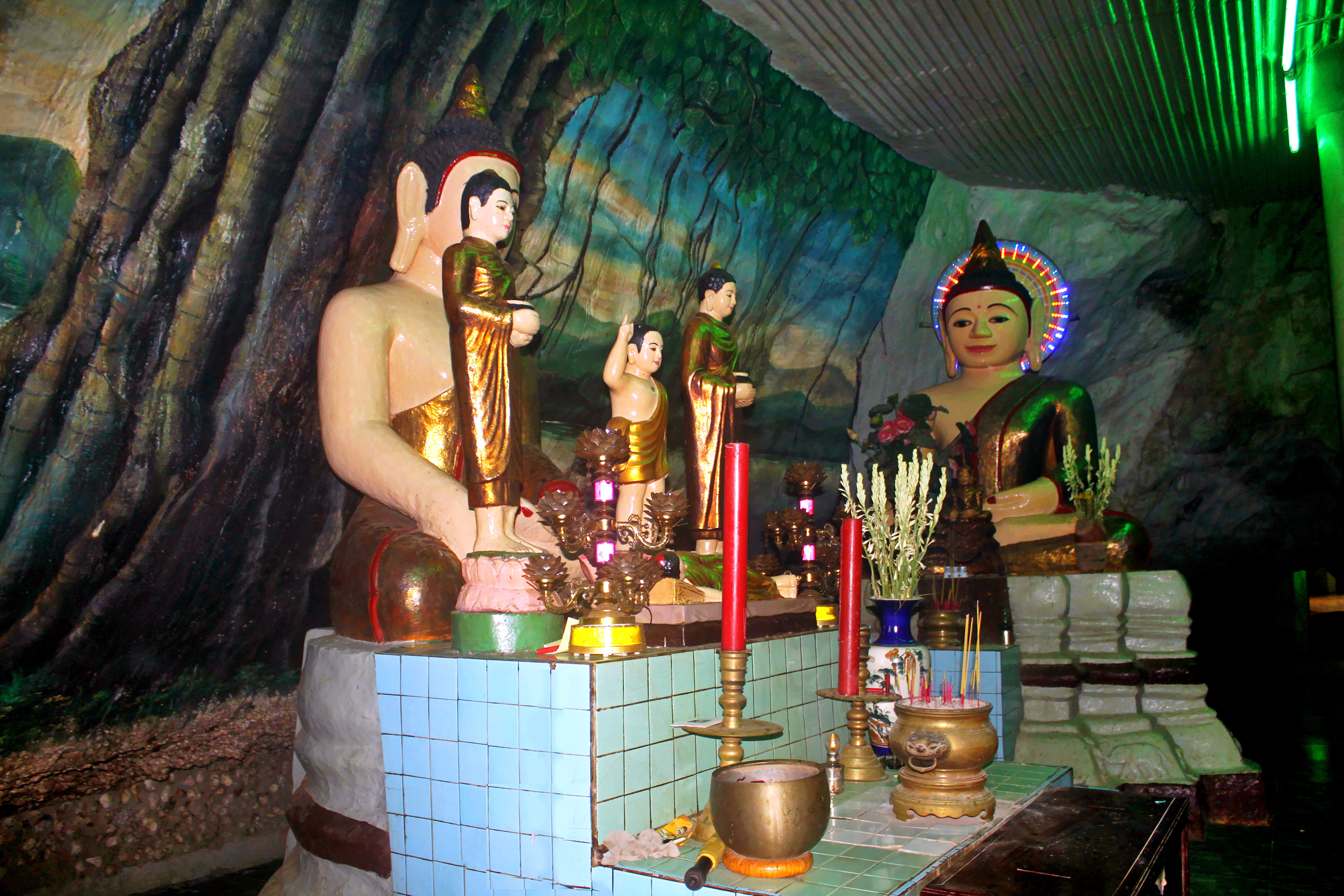
Một số tượng Phật trong chùa Hải Sơn

Tượng thờ trong Chùa Hang có nhiều, với nhiều chất liệu khác nhau. Đặc biệt có nhiều bức tượng quý như tượng Phật nghìn tay nghìn mắt ở nơi chính điện. Các tượng thờ ở đây thuộc hệ phái Nam truyền rõ nét.